# Złota Woda (Sainte-Croix)
Pour les articles homonymes, voir Złota Woda.
Złota Woda est une localité polonaise de la gmina de Łagów, située dans le powiat de Kielce en voïvodie de Sainte-Croix.